# Дунахарасті
Дунахарасті (угор. Dunaharaszti) — місто в центральній частині Угорщини, у медьє Пешт. Населення - 16 468 осіб (2001).

## Міста-побратими
- Черні Брод, Словаччина
- Бад-Міттерндорф, Австрія
- Альтдорф-бай-Нюрнберг, Німеччина

| Угорщина | Це незавершена стаття з географії Угорщини. Ви можете допомогти проєкту, виправивши або дописавши її. |

1. ↑  Magyarország helységnévtára, Detailed Gazetteer of Hungary — KSH, 2024.
2. ↑  Testvérvárosi kapcsolat — Дунагарасті.